# Special Operations Regiment
 (février 2021).
La mise en forme du texte ne suit pas les recommandations de Wikipédia : il faut le « wikifier ».
Les points d'amélioration suivants sont les cas les plus fréquents. Le détail des points à revoir est peut-être précisé sur la page de discussion.
- Les titres sont pré-formatés par le logiciel. Ils ne sont ni en capitales, ni en gras.
- Le texte ne doit pas être écrit en capitales (les noms de famille non plus), ni en gras, ni en italique, ni en « petit »…
- Le gras n'est utilisé que pour surligner le titre de l'article dans l'introduction, une seule fois.
- L'italique est rarement utilisé : mots en langue étrangère, titres d'œuvres, noms de bateaux, etc.
- Les citations ne sont pas en italique mais en corps de texte normal. Elles sont entourées par des guillemets français : « et ».
- Les listes à puces sont à éviter, des paragraphes rédigés étant largement préférés. Les tableaux sont à réserver à la présentation de données structurées (résultats, etc.).
- Les appels de note de bas de page (petits chiffres en exposant, introduits par l'outil «  Source ») sont à placer entre la fin de phrase et le point final[comme ça].
- Les liens internes (vers d'autres articles de Wikipédia) sont à choisir avec parcimonie. Créez des liens vers des articles approfondissant le sujet. Les termes génériques sans rapport avec le sujet sont à éviter, ainsi que les répétitions de liens vers un même terme.
- Les liens externes sont à placer uniquement dans une section « Liens externes », à la fin de l'article. Ces liens sont à choisir avec parcimonie suivant les règles définies. Si un lien sert de source à l'article, son insertion dans le texte est à faire par les notes de bas de page.
- La présentation des références doit suivre les conventions bibliographiques. Il est recommandé d'utiliser les modèles {{Ouvrage}}, {{Chapitre}}, {{Article}}, {{Lien web}} et/ou {{Bibliographie}}. Le mode d'édition visuel peut mettre en forme automatiquement les références.
- Insérer une infobox (cadre d'informations à droite) n'est pas obligatoire pour parachever la mise en page.

Pour une aide détaillée, merci de consulter Aide:Wikification.
Si vous pensez que ces points ont été résolus, vous pouvez retirer ce bandeau et améliorer la mise en forme d'un autre article.
 (janvier 2021).
Si vous disposez d'ouvrages ou d'articles de référence ou si vous connaissez des sites web de qualité traitant du thème abordé ici, merci de compléter l'article en donnant les références utiles à sa vérifiabilité et en les liant à la section « Notes et références ».
Le Special Operations Regiment (SOR) est le régiment des opérations spéciales de l'Armée belge. Il dépend de la Composante Terre. Il comprend 6 unités composées de personnels spécialement sélectionnés et entrainés. Le commandement est situé à la caserne d'Heverlee.

## Origines
À la suite du démantèlement du Rideau de Fer (1989) et de la dissolution du Pacte de Varsovie (1991), les armées des pays occidentaux connaissent une complète transformation. En Belgique, la disparition du service militaire en 1993 réduit considérablement les effectifs.
Néanmoins, fin 1991, le Régiment Para-commando devint une brigade et, dans la foulée, des unités d'artillerie, de génie, de logistique et du service médical y furent adjoints. La plupart de leur personnel n'était même pas encore breveté ni parachutiste ni commando.
Durant cette période de transition vers l'armée de métier, tout changeait : les missions, le matériel, le personnel, l'instruction, les garnisons…  Il fallut repenser complètement l'organisation des unités.
Ainsi fut créé le 29 avril 2004 l'IRCC (Immediate Reaction Capability Command) puis la Brigade Légère qui comprenait à la fois des unités para-commando (Brigade Para-commando et Special Forces Group) et, entre 2011 et 2017, un bataillon d'infanterie légère, le 12e de ligne Prince Léopold et le 13e de ligne caserné à Spa. L'état-major de cette brigade s'installa au camp de Marche-en-Famenne.
À la suite de la dissolution du 1er Bataillon de Parachutistes et la ré-affection du bataillon d'infanterie légère en 2011, le Special Operations Regiment vit le jour le 3 juillet 2018 et son QG fut rétabli à Heverlee.

## Organisation
Le SOR comprend 6 unités :
- le Special Forces Group : reconnaissance, raid et sabotage, appui
- le 2 Bataillon de Flawinne composé de commandos
- le 3 Bataillon de Tielen composé de parachutistes ; ces deux bataillons étant des unités de réaction rapide ou d'appui au special Forces Group
- le centres d'entrainement des parachutistes
- le centre d'entrainement des commandos
- le 6 Groupe Systèmes de Communication et d'Information

### Commandants
- juil. 2018 - sept. 2019 : colonel Vincent Descheemaeker[3] (il était depuis nov. 2016 le commandant de la Brigade Légère)
- sept. 2019 - oct. 2021 : colonel Christophe Closset[4]
- depuis oct. 2021 : colonel Frédéric Linotte[5]

## Missions
Le SOR mène des opérations spéciales c'est-à-dire hautement ciblées, non conventionnelles avec des capacités parachutistes et/ou amphibies et des moyens techniques mis à sa disposition par la Composante Terre. Ses missions ont lieu essentiellement à l'étranger.
Les interventions des années 2020 se font principalement :
- en Europe de l'Est (pays des Balkans et Pologne) dans le cadre de l'OTAN
- au Mali dans le cadre de l'ONU et de l'Union européenne
- au Niger pour la formation des troupes locales (opération NEW NERO de l'Union européenne)

## Engagements passés
- janvier à février 1993 : opération Sunny Winter au Congo-Brazzaville. Déploiement préventif en cas de sauvetage nécessaire au Zaïre.

- 1993 : opération Restore Hope et missions ONU UNOSOM II & III en Somalie[6].

- 1994 : mission ONU UNAMIR et opération de rapatriement Silver Back au Rwanda[7].

- avril à juin 1997 : opération Green Stream au Congo-Brazzaville. Déploiement préventif en cas de sauvetage nécessaire au Zaïre à la suite des troubles causés par le changement de régime[8].

- avril à juin 1999 : missions AFOR, Allied Harbour, BELLSSAGROUP en Albanie. Sécurisation et escorte des populations exilées du Kosovo[9].

- Novembre 2002 - avril 2003 : mission OTAN (KFOR) de maintien de la paix au Kosovo[10].

- 2004 : mission de coopération militaire en République démocratique du Congo. Instruction des forces armées aux techniques de maintien de la paix[11].

- 2005 : mission OTAN ISAF (Force internationale d'assistance à la sécurité) en Afghanistan[12].

- 2006 : mission ONU BELUFIL 20 au Liban : maintien de la paix[13].

- 2007 : mission OTAN BELKOS au Kosovo : maintien de la paix[14].

- 2008 : mission OTAN ISAF 16 en Afghanistan.

- octobre 2009 - février 2010 : mission ONU BELUFIL 10 au Liban.

- 2009 - 2010 : mission OTAN ISAF XXI en Afghanistan.

- 2020 : mission OTAN Barkhane au Mali : EUTM Mali pour la formation et MINUSMA/ONU pour la stabilisation[15],[16].

A noter : il s'agit d'une liste non-exhaustive, certains engagements du SOR étant par nature secret.